# Timothy Killeen
Timothy Killeen (* 10. Mai 1923 in Dublin; † 2. März 1993 ebenda) war irischer Politiker der Fianna Fáil und Teachta Dála (Abgeordneter) im Dáil Éireann, dem irischen Unterhaus, von 1977 bis 1981.
Killeen war Verwaltungsmitarbeiter eines Unternehmens und versuchte erstmals bei den Wahlen zum Dáil Éireann 1969 im Wahlkreis Dublin North-East einen Sitz zu erringen. Dies scheiterte aber ebenso wie bei den Wahlen 1973. Bei den Wahlen 1977 trat er dann im neugeschaffenen Wahlkreis Dublin Artane an und wurde gewählt. Doch schon bei den nachfolgenden Wahlen 1981, als er nach der erneuten Reform der Wahlkreise in Dublin North-West antrat, verlor er den Sitz wieder. Auch bei den Wahlen im Februar 1982 und im November 1982 konnte er den Sitz nicht zurückgewinnen.